# EVERFLASH
Az EVERFLASH egy 2001-ben alakult magyar modern metál zenekar.

## Történet
- A zenekart 2001 novemberében alapította Varga Rókus (Artica Sound), Módos Gergő (Backseat) és Kós György. Nem sokkal később csatlakozott az együtteshez két énekes, Balogh Botond és Kacsóh Dániel (Napokon zenekar).
- 2003-ban készült el az első bemutatkozó EP, The Fallen címmel, a lemezt a ParkPlatz stúdióban rögzítették, Furuglyás Péter, Csányi Zoli (Black-Out, Roy&Ádám trió) és Szentpéteri Zsolt (Superbutt) segítségével.
- 2004-ben a Park Platz stúdióban Bodnár Péter (Hollywoodoo, Blind Myself) segítségével elkészült a zenekar Inside my című dala, amire videoklip is készült, amelyet a Viva Tv is játszott számos műsorában. A zenekar a csatorna rockzenei műsorába is meghívást kapott. A bandához ebben az évben csatlakozott Furuglyás Péter, és Fachs Tamás, a stúdió felvételek már velük történtek. Az Inside My című dal nagyobb ismertséget hozott a bandának, több budapesti turnéállomáson csatlakozhattak a kultikusnak számító Rémember ill. Fish! zenekarokhoz. Ebben az évben még a Subscribe-hoz csatlakoztak szerbiai koncertjükön. A zenekar felléphetett a Rockmaratonon is.
- 2005-től kezdve a hazai koncertek mellett, elkezdtek jelentkezni a nagyobb és jelentősebb magyarországi tehetségkutatókra. Mindenhol sikerült az első 10 zenekar között végezniünk. A jelentősebbek WAN2, ABC Bandcontest. 2005 nyarán léptek fel először nagyon nagy sikerrel a Sziget Fesztiválon, szép számú közönség előtt.
- 2006-ban csatlakozott a csapathoz Pásztóy Balázs (Nova Prospect, The Idoru) és Bencze Márton (Slytract, Conan’s First Date), 2023 nyarán azonban utóbbi elhagyta a csapatot, helyére Tóth Péter érkezett, Marci pedig a háttérből segíti tovább a csapatot. A banda következő lemezfelvétele már velük kezdődött meg. A stúdiómunkálat Szűcs Szabolcs (Superbutt) produceri és hangmérnöki felügyeletével zajlik. A négyszámos, Place of Nowhere címet viselő 2007 elején megjelenő EP, nagyon jó fogadtatásban részesült, az egyik hazai zenei újság kritikája a következő volt: „A modern metál zenét hallgatni vágyók mindenképpen megtalálhatják a kedvencüket az EverFlash zenéjében, mert lendületes és ötletes EP-t készítettek.” „Gitárhúzásokra és progresszív csípős dallamokra épül, a főének és a vokál profin összerakott.”
- 2007 nagyon mozgalmas év volt a zenekar életében. Újra játszhattak a Sziget Fesztiválon, ill. az EP-t a Black-Out zenekar vendégeként mutathatták be. A csapatot még ebben az évben az angol Sonic Boom Six választotta ki budapesti koncertjének egyik vendégzenekarának. A banda a külföldi hallgatók felé is nyitni próbált. Az angol szövegnek köszönhetően egy kaliforniai kiadó felfigyelt rájuk, és az On Fire című dalukat megjelentette egy válogatás albumon az USA-ban.
- 2008-ban közösen úgy döntöttek, hogy határozatlan időre szünetet tartanak. Az utolsó fellépésüket a Black-Out zenekar lemezbemutató koncertjének vendégeként tartották.
- 2019-ben a zenekar ismét beindult. Még ebben az évben szinte azeredeti felállásban állt össze újra a formáció.
- 2020-ban új énekesként Bihal Roland (Bihal Roland & The Crew, Megasztár 6 döntő, No Thanx) csatlakozott a formációhoz.
- 2023-ban a zenekar bejutott A Dal 2023 tehetségkutató műsor döntőjébe az Édenkert című dalukkal[1][2]
- 2024-ben a zenekar bejutott A Dal 2024 elődöntőjébe az Nyisd ki a szemed! című dalukkal,  ahol azt blues stílusban is színpadra állították. Ezt követően meghívást kaptak az M2 Petőfi TV-n futó Akusztik című műsorba, ahol dalaikat különleges, akusztikus hangszerelésben adtákelő, vendégzenészek közreműködésével (Bohár Imola - vokál; Bencze Márton - cselló; Bölcsföldi Zoltán - ének; Lehoczki Botond - basszusgitár; Szabó Tamás - zongora).

- 2024 tavaszán, Bihal Roland  távozik a zenekarból.

- 2024 nyarán a zenekar Bohár Imolával (vokál) és Bölcsföldi Zoltánnal (ének) együtt lép fel a Campus Fesztiválon.
- 2024 őszén a csapat új énekessel, Várhalmi Györggyel (Signals from Hyperion) írja új dalait.
- 2025 elején megjelenik Van kiút című vadonatúj daluk, amelyhez egy klipet is forgatott a csapat.
- És a történet folytatódik…

## Diszkográfia
EP-k
- Fallen (2002)
- Nowhere trip (2007)
- Számíthatsz rám (2021)

Single-k
- Inside my – (2004)
- Amíg elég a sötétség – (2022)
- Álomvilág – (2022)
- Édenkert – (2023)
- Édenkert – (AKUSZTIK) – (2023)
- Tovább – (2023)
- Nyisd ki a szemed! – (2024)
- Nyisd ki a szemed! – (DNB REMIX) – (2024)
- Van kiút – (2025)

## Tagok
Jelenlegi felállás
- Várhalmi György – ének – (2024 – jelen)
- Módos Gergely – gitár – (2001 – jelen)
- Tóth Péter – gitár – (2023 – jelen)
- Pásztóy Balázs – basszusgitár – (2006 – jelen)
- Varga Rókus – dob, cajon – (2001 – jelen)

Korábbi tagok
- Balogh Botond – ének – (2001 – 2003)
- Kós György – basszusgitár – (2001 – 2004)
- Kacsoh Dániel – ének – (2003 – 2008)
- Fachs Tamás – ének – (2003 – 2008)
- Furuglyás Péter – basszusgitár – (2004 – 2006)
- Bencze Márton – gitár – (2006 – 2023)
- Bihal Roland – ének – (2021 – 2024. március)